# Chaise (Fluss)
Die Chaise ist ein Gebirgsfluss in Frankreich, der in der Region Auvergne-Rhône-Alpes verläuft. Sie entspringt im Gemeindegebiet von Le Bouchet-Mont-Charvin, entwässert anfangs Richtung Südwest, schlägt dann einen Bogen um die südlichen Ausläufer der Chaîne des Aravis, dreht dann auf Ost bis Südost und mündet nach rund 24 Kilometern am südlichen Stadtrand von Ugine als rechter Nebenfluss in den Arly.
Auf ihrem Weg durchquert die Chaise die Départements Haute-Savoie und Savoie.

## Orte am Fluss
- Le Bouchet-Mont-Charvin
- Saint-Ferréol
- Marlens
- Ugine